# New South Wales Institute of Sport
Das New South Wales Institute of Sport (kurz auch NSW Institute of Sport oder NSWIS) ist eine Körperschaft des öffentlichen Rechts, die sich um die Koordination und Beobachtung von Programmen zur Betreuung von Hochleistungssportlern kümmert. Die im olympischen Park von Sydney ansässige Behörde wurde 1995 unter dem Institute of Sport Act eingerichtet und nahm 1996 ihre Arbeit auf. Heute betreut das Institut fast 700 Sportler, es bietet 31 verschiedene Programme in 24 Sportarten an.
Die Athleten erhalten hier Zugang zu Trainingsmöglichkeiten und modernen Sporttechnologien, gleichzeitig werden sie betreut um ihnen den Einstieg in eine mögliche Profikarriere zu erleichtern.
Momentan werden Fußball, Basketball, Bowls, Kanusport, Fahrradfahren, Tauchen, Reiten, Golf, Gymnastik, Hockey, Netball, Rudern, Segeln, Schwimmen, Tennis, Leichtathletik, Triathlon, Wasserball, Gewichtheben und Wintersport angeboten.